# 2009年苏丹空袭
2009年1月和2月，以色列空军在苏丹进行了两次空袭，在红海进行了一次空袭，据称是以色列针对通过苏丹走私到加沙地带的伊朗武器进行的。以色列政府暗示，以色列部队参与了这一事件。

## 突袭
以色列《国土报》的军事记者阿莫斯•哈雷尔写道，对苏丹进行打击的决定显然源于一种信念，即伊朗将向加沙地带运入大量武器，可能是70公里射程的Fajr-3火箭。《星期日泰晤士报》的一篇报道还说，这些卡车正在运送Fajr-3火箭，这些火箭是由伊朗革命卫队运到苏丹港，交给当地走私者的。这篇文章还说，空袭是由无人驾驶的赫耳墨斯450进行的。然而，《时代周刊》报道称，这次袭击是由F-16战斗机和无人机护航的。4月8日，《新消息报》援引美国消息来源报道称，以色列海军第13突击队部队参与了此次行动，其中包括袭击一艘停靠在苏丹的伊朗军船。
以色列空军司令埃坦·本-埃利亚胡说，这种攻击的主要困难是精确的情报。要到达目标，需要飞行约两个半小时，可能沿着红海海岸沿南方向飞行，在沙特和埃及的雷达下，并进行空中加油。
3月25日，哥伦比亚广播公司新闻首次在大众媒体上提到了这起事件。5月26日，苏丹国防部长阿卜杜勒·拉希姆·穆罕默德·侯赛因声称，这支由1000名平民组成的车队参与了“与埃及边境的走私活动”。部长声称有119人被杀；其中有56名走私者和63名来自埃塞俄比亚、索马里和其他民族的偷渡者。

## 各方反应
- 苏丹——苏丹外交部发言人阿里·萨迪格表示：“我们仍在努力核实此事。”他补充说，这些车队可能是在走私货物，而不是武器。他说：“侵犯别国主权是非法的。”[11]半岛电视台援引的另一位苏丹消息人士称，在其中一次袭击中，以色列击沉了一艘载有武器的船只。[12]
- 以色列——即将离任的以色列总理埃胡德·奥尔默特在赫兹利亚的一次会议上说：“我们在任何我们能打击恐怖主义基础设施的地方开展行动——在附近的地方，在更远的地方，在任何我们能以增强威慑的方式打击他们的地方。”每个人都可以发挥自己的想象力。那些需要知道的人都知道，没有任何地方是以色列不能行动的。这样的地方根本不存在。”[11]
- 美国——3月26日，两名美国官员证实以色列战机轰炸了苏丹的一个卡车车队。[13]
- 真主党——3月28日，真主党发表声明，呼吁阿拉伯国家谴责这次袭击，并将其定性为以色列的罪行。[14]
- 哈马斯——哈马斯领导人巴达维对法新社说，“首先，我们不确定是否有车队遭到袭击，但是把这些车队和哈马斯联系起来是具有讽刺意味的。如果结果是袭击和大量人员死亡，这将意味着以色列正在寻求利用这个机会指责哈马斯并袭击苏丹。”[15]

## 进一步打击
2011年4月7日，一艘陆地巡洋舰在苏丹港被导弹击中。苏丹指责以色列发动了这次袭击。据报道，哈马斯的后勤官员阿卜杜勒·拉提夫·阿什卡尔在袭击中受伤或死亡。在WRMEA上发表的一篇长篇文章同意了苏丹对以色列发动袭击的看法，并愤怒地谴责了以色列，但似乎也削弱了苏丹外长阿里·卡尔蒂的观点，他援引的观点是，以色列发动袭击是为了防止苏丹因之前支持恐怖主义而被解除制裁和孤立。《耶路撒冷邮报》的一篇后续文章讨论了伊朗向加沙地带走私武器的问题，文章证实哈马斯通过苏丹向哈马斯运送武器，并指出以色列试图对抗伊朗在该地区的影响力（文章含蓄地指出，伊朗在该地区的影响力与向恐怖分子提供物质支持有关）。
一些苏丹报纸报道说，以色列飞机在2011年底袭击了开往加沙的武器车队。
苏丹声称，2012年10月23日，四架以色列飞机袭击了喀土穆南部的军火厂。